# Strawbs Greatest Hits Live!
Strawbs Greatest Hits Live! is een live muziekalbum van de Britse band Strawbs. Het is opgenomen voor Central TV; Bedrock series, een avondprogramma met live-optredens. Later verscheen het concert ook op video en dvd.

## Musici
- Dave Cousins - zang, gitaar
- Tony Hooper - zang, gitaar
- Richard Hudson - slagwerk
- Brian Willoughby - 1e gitaar
- Chris Parren - toetsen
- Rod Demick - basgitaar, zang

## Composities
1. Cut Like A Diamond (Cousins/Cronk)
2. Something For Nothing (Cousins/Cronk)
3. The Hangman And The Papist (Cousins)
4. Ringing Down The Years (Cousins)
5. Stormy Down (Cousins)
6. Afraid To Let You Go (Demick/Hudson/Willoughby)
7. Grace Darling (Cousins)
8. The River/Down By The Sea (Cousins)/(Cousins)
9. Lay Down (Cousins)
10. Part Of The Union (Hudson/Ford)
11. Hero And Heroine (Cousins)